# ウェイモンド・ブライアント
ウェイモンド・ブライアント（Waymond Bryant 1952年7月28日- ）はテキサス州ダラス出身の元アメリカンフットボール選手。ポジションはラインバッカー。シカゴ・ベアーズの永久欠番となったマイク・シングレタリーの前に背番号50番を着けた選手である。
テネシー州立大学から1974年のNFLドラフト1巡全体4位でシカゴ・ベアーズに入団し、その年7試合に先発出場、NFCの最優秀新人守備選手に選ばれた。入団当時はミドルラインバッカーであったが、その後右サイドのラインバッカーにコンバートされた。
1975年9月21日のボルチモア・コルツ戦で16タックルをあげた。同年の第5週より右サイドのアウトサイドラインバッカーを務めた。1976年、UPI通信よりオールNFCチームに選ばれた。